# Josefina Fernández
Josefina Fernández (ur. 17 sierpnia 1991, Argentyna) – argentyńska siatkarka grająca jako atakująca. Obecnie występuje w drużynie Gimnasia LP.